# Ейхфельд Йоган Гансович
Йоган Гансович Ейхфельд (25 січня 1893, місто Вейсенштейн, тепер Пайде, Естонія — 20 квітня 1989, місто Таллінн, тепер Естонія) — естонський радянський діяч, вчений, голова Президії Верховної ради Естонської РСР, президент Академії наук Естонської РСР. Депутат Верховної ради Естонської РСР 3—5-го скликань. Депутат Верховної ради СРСР 4—7-го скликань. Кандидат у члени Бюро ЦК КП Естонії з 29 вересня 1961 до 26 лютого 1962 року. Герой Соціалістичної Праці (25.01.1963). Академік Всесоюзної академії сільськогосподарських наук імені В. І. Леніна (1935), доктор сільськогосподарських наук (1936). Академік Академії наук Естонської РСР (1946). Член-кореспондент Академії наук СРСР з Відділення біологічних наук (ботаніка) (з 23.10.1953).

## Біографія
Народився 13 (25) січня) 1893 року в родині безземельного селянина. Навчався в початковій школі. Розпочав трудову діяльність з шістнадцятирічного віку. З 1910 до 1914 року працював телеграфістом.
У 1914—1918 роках — у російській армії, служив у Петрограді.
У 1918—1923 роках — студент Петроградського агрономічного інституту. Під час навчання був уповноваженим Народного комісаріату просвіти РРФСР із соціального забезпечення студентів, асистентом Центральної селекційної станції Всесоюзного інституту прикладної ботаніки і нових культур.
У 1923—1930 роках — організатор та завідувач Хібінського сільськогосподарського дослідного пункту в Мурманській губернії.
У 1930—1940 роках — директор Полярного відділення (Полярної дослідної станції) Всесоюзного науково-дослідного інституту рослинництва в Хібінах на Кольському півострові.
У 1940—1951 роках — директор Всесоюзного науково-дослідного інституту рослинництва в Ленінграді. У 1941—1942 роках — директор Полярного науково-дослідного інституту Народного комісаріату землеробства РРФСР.
У 1946—1957 роках — академік-секретар відділення біологічних та сільськогосподарських наук Академії наук Естонської РСР.
У квітні 1950 — квітні 1968 року — президент Академії наук Естонської РСР.
4 лютого 1958 — 12 жовтня 1961 року — голова Президії Верховної ради Естонської РСР.
Член КПРС з 1961 року.
У 1963—1966 роках — головний редактор Естонської Радянської Енциклопедії. У 1964 році обраний віцепрезидентом Всесоюзної академії сільськогосподарських наук імені В. І. Леніна.
З 1968 року — науковий консультант Інституту експериментальної біології Академії наук Естонської РСР.
Займався в основному проблемами просування сільськогосподарських культур у райони Крайньої Півночі, меліорації та окультурення болотних і мінеральних ґрунтів півночі та агротехнікою. Був автором кількох скоростиглих сортів основних культур, районованих на півночі.
Помер 20 квітня 1989 року в Таллінні.

## Нагороди та премії
- Герой Соціалістичної Праці (25.01.1963)
- шість орденів Леніна (30.12.1935; 27.10.1949; 20.07.1950; 13.07.1954; 1.03.1958; 25.01.1963)
- орден Жовтневої Революції (26.1.1973)
- два ордени Трудового Червоного Прапора (10.09.1945; 3.02.1953)
- орден Дружби народів (24.01.1983)
- два ордени «Знак Пошани» (1.10.1965; 17.09.1975)
- медалі
- Заслужений діяч науки Естонської РСР (1953)
- Сталінська премія першого ступеня (1942) — за загальновідомі роботи з теорії та практики землеробства на Крайній Півночі СРСР.